# L'ispettore Gideon
L'ispettore Gideon (Gideon's Way) è una serie televisiva britannica in 26 episodi trasmessi per la prima volta nel corso di una sola stagione dal 1964 al 1967.
È una serie del genere poliziesco incentrata sulle vicende del comandante della Scotland Yard George Gideon. Il personaggio di Gideon fu creato dall'autore di romanzi polizieschi John Creasey (1908-1973) ed era già stato interpretato da Jack Hawkins nel film del 1958 24 ore a Scotland Yard.

## Trama
Londra. George Gideon è un comandante della Scotland Yard che affronta i casi con l'aiuto del suo assistente, l'ispettore capo David Keen. Gideon è sposato con Kate e vive in una casa costosa a Chelsea. Diversamente da molte altre serie poliziesche britanniche, Gideon viene spesso mostrato come un uomo di famiglia in casa anche se molte volte le telefonate urgenti dei suoi capi tendono a distruggere i suoi piani familiari. La serie è inoltre caratterizzata da molte riprese esterne per le strade di Londra tra indagini e inseguimenti.

## Personaggi e interpreti
- Comandante George Gideon (26 episodi, 1964-1967), interpretato da John Gregson.
- Detective David Keen (26 episodi, 1964-1967), interpretato da Alexander Davion.
- Kate Gideon (26 episodi, 1964-1967), interpretata da Daphne Anderson.
È la moglie di George Gideon.
- Matthew Gideon (10 episodi, 1964-1967), interpretato da Richard James.
- Detective Lemaitre (8 episodi, 1965-1966), interpretato da Reginald Jessup.
- Malcolm Gideon (7 episodi, 1964-1967), interpretato da Giles Watling.
È il figlio di George Gideon.
- Detective Joe Bell (6 episodi, 1964), interpretato da Ian Rossiter.
- Commissario Scott-Marle (5 episodi, 1964-1966), interpretato da Basil Dignam.
- Cathy Miller (2 episodi, 1964-1966), interpretata da Angela Douglas.
- Cap. Bill Parsons (2 episodi, 1964-1965), interpretato da Allan Cuthbertson.
- Detective Sergente Carmichael (2 episodi, 1964-1965), interpretato da Glyn Houston.
- Elspeth McRae (2 episodi, 1965-1966), interpretata da Jean Marsh.
- Jenson (2 episodi, 1965-1966), interpretato da Mike Pratt.
- Syd Carter (2 episodi, 1964-1966), interpretato da David Gregory.
- Duke (2 episodi, 1964-1965), interpretato da Clive Colin Bowler.
- Daisy (2 episodi, 1965-1966), interpretata da Caron Gardner.
- Harriet Bright (2 episodi, 1965-1966), interpretata da Kay Walsh.
- Cathy Bellman (2 episodi, 1965-1967), interpretata da Nicola Pagett.
- Keith Smith (2 episodi, 1964-1966), interpretato da Dervis Ward.
- Shorty Fleming (2 episodi, 1964-1967), interpretato da Jack Rodney.

## Produzione
La serie, ideata da John Creasey, fu prodotta da Incorporated Television Company e New World Productions. Le musiche furono composte da Edwin T. Astley. Molti attori inglesi compaiono come guest star, tra cui Keith Baxter, George Cole, Gordon Jackson, Ronald Lacey, Anton Rogers, Rosemary Leach, John Hurt e Donald Sutherland.

### Registi
Tra i registi della serie sono accreditati:
- Leslie Norman in 7 episodi (1964-1966)
- Cyril Frankel in 6 episodi (1964-1966)
- Roy Ward Baker in 3 episodi (1964-1965)
- John Llewellyn Moxey in 2 episodi (1964-1965)
- John Gilling in 2 episodi (1964)
- Jeremy Summers in 2 episodi (1966)

### Sceneggiatori
Tra gli sceneggiatori della serie sono accreditati:
- Harry W. Junkin in 6 episodi (1964-1966)
- Alun Falconer in 5 episodi (1964-1966)
- Iain MacCormick in 5 episodi (1964-1966)
- David T. Chantler in 5 episodi (1964-1965)
- Norman Hudis in 3 episodi (1965-1967)
- John Creasey in 2 episodi (1964-1966)
- Jack Whittingham in 2 episodi (1964)

## Distribuzione
La serie fu trasmessa nel Regno Unito dal 14 novembre 1964 al 24 aprile 1965 sulla rete televisiva Independent Television. In Italia è stata trasmessa con il titolo L'ispettore Gideon.
Alcune delle uscite internazionali sono state:
- nel Regno Unito il 14 novembre 1964 (Gideon's Way)
- in Finlandia (Poliisikomentaja Gideon)
- negli Stati Uniti (Gideon CID)
- in Italia (L'ispettore Gideon)

## Episodi
| Stagione       | Episodi | Prima TV UK |
| -------------- | ------- | ----------- |
| Prima stagione | 26      | 1964-1967   |